# Ona i on (album)
Ona i On – album studyjny polskiej piosenkarki Sylwii Grzeszczak oraz rapera Marcina „Libera” Piotrowskiego, znanego z występów w grupie Ascetoholix. Wydawnictwo ukazało się 21 listopada 2008 nakładem wytwórni muzycznej My Music. Album uplasował się na 27. miejscu listy OLiS.

## Lista utworów
Opracowano na podstawie materiału źródłowego.
| Nr  | Tytuł utworu         | Słowa                     | Muzyka                                     | Długość |
| --- | -------------------- | ------------------------- | ------------------------------------------ | ------- |
| 1.  | „Ona i on”           | Marcin „Liber” Piotrowski | Bartosz „Tabb” Zielony                     | 3:56    |
| 2.  | „Nowe szanse”        | Marcin „Liber” Piotrowski | Bartosz „Tabb” Zielony                     | 3:55    |
| 3.  | „Żyje się raz”       | Marcin „Liber” Piotrowski | Dominik „Doniu” Grabowski                  | 3:37    |
| 4.  | „Idę w ciemno”       | Marcin „Liber” Piotrowski | Bartosz „Tabb” Zielony, Kuba Mańkowski     | 3:35    |
| 5.  | „Nasza baśń”         | Marcin „Liber” Piotrowski | Kuba Mańkowski                             | 4:44    |
| 6.  | „Co z nami będzie”   | Marcin „Liber” Piotrowski | Bartosz „Tabb” Zielony, Sylwia Grzeszczak  | 3:14    |
| 7.  | „Wojna damsko-męska” | Marcin „Liber” Piotrowski | Artur „St0ne” Kamiński                     | 3:22    |
| 8.  | „Bogini”             | Marcin „Liber” Piotrowski | Bartosz "Tabb" Zielony, Maciej Zarębski    | 3:31    |
| 9.  | „180 stopni”         | Marcin „Liber” Piotrowski | Krzysztof „Tofson” Bączek                  | 3:50    |
| 10. | „Mijamy się”         | Marcin „Liber” Piotrowski | Krzysztof „Tofson” Bączek                  | 3:58    |
| 11. | „Czerń i biel”       | Marcin „Liber” Piotrowski | Dominik „Doniu” Grabowski, Maciej Zarębski | 4:03    |
| 12. | „Głośna samotność”   | Marcin „Liber” Piotrowski | Krzysztof „Tofson” Bączek                  | 4:37    |
| 13. | „O niej i o nim”     | Marcin „Liber” Piotrowski | Bartosz „Tabb” Zielony                     | 4:03    |
|     |                      |                           |                                            | 50:25   |

## Twórcy
Opracowano na podstawie materiału źródłowego.
| - Sylwia Grzeszczak – śpiew - Marcin „Liber” Piotrowski – rap - Dominika Dołżyńska – skrzypce - Dawid Szmatuła – fortepian - Kuba Mańkowski – gitara - Marek Szymański – wiolonczela - Karolina Nowotczyńska – skrzypce - Joanna Koziorowska – flet |  | - Artur „St0ne” Kamiński – miksowanie, mastering - Bartosz „Tabb” Zielony – produkcja muzyczna, miksowanie, mastering - Dominik „Doniu” Grabowski – miksowanie - Krzysztof „Tofson” Bączek – miksowanie - Maciej „Camey” Sierakowski – miksowanie - Enzo – oprawa graficzna - Magda Janiak-Gauden – makijaż - Filip Czaban – zdjęcia |